# عاشق خودت باش: پاسخ
عاشق خودت باش: پاسخ (به انگلیسی: 'LOVE YOURSELF 結 'Answer) سومین آلبوم گردآوری‌شدهٔ کره‌ای‌زبان گروه پسرانهٔ کره‌ای بی‌تی‌اس است. این آلبوم در ۲۴ اوت ۲۰۱۸، توسط بیگ هیت اینترتینمنت منتشر شد و در چهار نسخهٔ اِس، ئی، اِل و اِف در دسترس است. آلبوم حاوی بیست و پنج قطعه (بیست و شش قطعه در نسخهٔ دیجیتال)، شامل هفت ترانهٔ جدید و تک‌آهنگ لید «آیدل» است. بیشتر قطعات از آلبوم‌های عاشق خودت باش: او و عاشق خودت باش: اشک، به‌همراه چند ریمیکس است. این آلبوم پس از انتشار، در صدر جداول کرهٔ جنوبی، کانادا، ژاپن و ایالات متحده قرار گرفت و دومین آلبوم بی‌تی‌اس بود که در ایالات متحده شمارهٔ یک شد.
عاشق خودت باش: پاسخ نخستین آلبوم کره‌ای بود که در ۹ نوامبر ۲۰۱۸ در ایالات متحده، گواهی‌نامهٔ طلا و با فروش ۶۰٬۰۰۰ کپی در بریتانیا، گواهی نقره دریافت کرد.
عاشق خودت باش: پاسخ در ۴ نوامبر ۲۰۱۹، باری دیگر وارد بیلبورد ۲۰۰ شد و در رتبهٔ ۱۶۵ قرار گرفت. این آلبوم برای ۵۲ هفتهٔ غیرمتوالی در جدول باقی ماند و اولین و تنها آلبوم کی-پاپ بود که به‌مدت یک سال در جدول اصلی آلبوم‌های بیلبورد حضور داشت.

## عملکرد تجاری

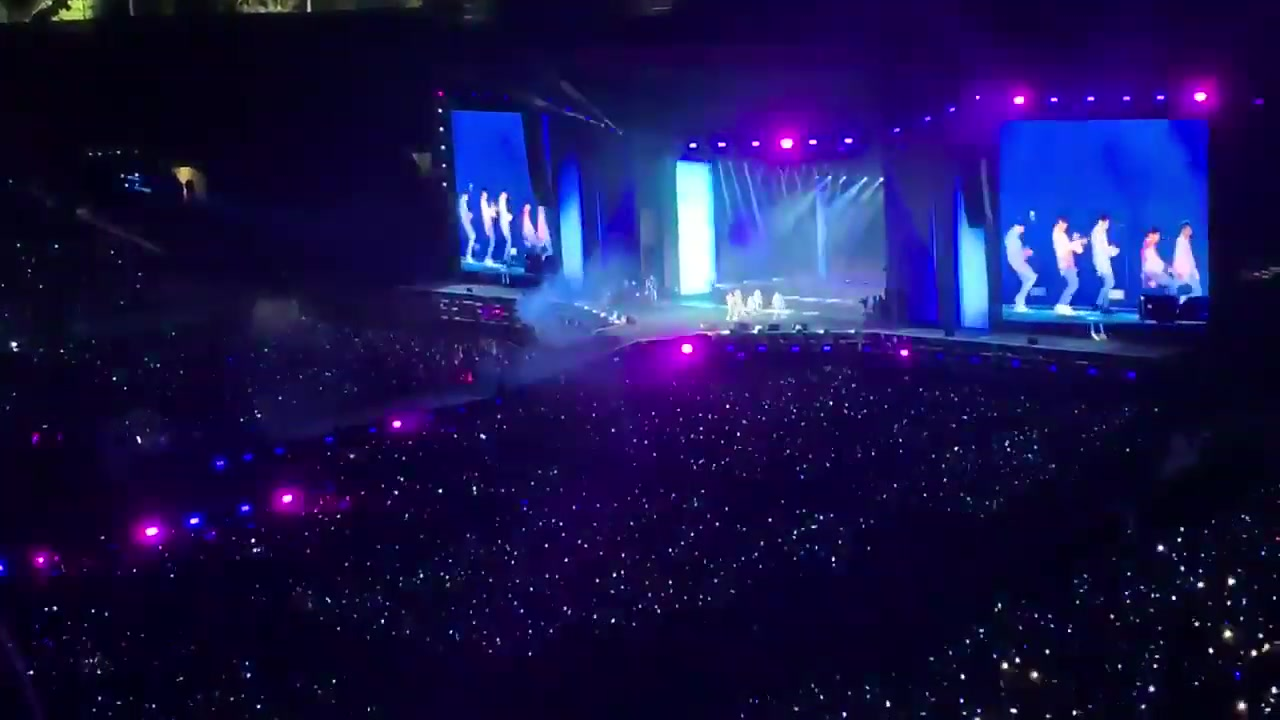
تصویر کنسرت

به گزارش آی‌ریور، عاشق خودت باش: پاسخ در بازهٔ زمانی ۱۸ تا ۲۴ ژوئیه، شش روز اول پیش‌فروش، بیش از ۱٫۵۱ میلیون کپی فروخت و با پشت سر گذاشتن رکورد عاشق خودت باش: اشک، بالاترین پیش‌فروش یک آلبوم را در کرهٔ جنوبی داشت. آلبوم پس از انتشار، با فروش ۱٬۹۳۳٬۴۵۰ کپی در هشت روز آخر ماه اوت، در صدر جدول گائون جای گرفت. این آلبوم همچنین رکورد بیشترین فروش ماهانهٔ یک آلبوم را در تاریخ جدول گائون که پیش از این در دست آلبوم عاشق خودت باش: اشک بود، شکست.
عاشق خودت باش: پاسخ در اکتبر ۲۰۱۸ به‌خاطر فروش دو میلیونی خود، گواهی‌نامهٔ «دوبل میلیون» را از انجمن محتوای موسیقی کره دریافت کرد.
عاشق خودت باش: پاسخ در بیلبورد ۲۰۰ ایالات متحده، شمارهٔ یک شد و دومین آلبوم بی‌تی‌اس (دومین آلبومشان در سال ۲۰۱۸) بود که به این رتبه دست می‌یافت و بیشترین فروش هفتگی بی‌تی‌اس را در این کشور، تا آن زمان داشت. ۱۸۵٬۰۰۰ واحد از این آلبوم به‌فروش رسید که شامل ۱۴۱٬۰۰۰ فروش خالص آلبوم بود. این آلبوم همچنین نخستین آلبوم کره‌ای در تاریخ بود که گواهی آرآی‌ای‌ای را دریافت کرد.
«آیدل» اولین ترانهٔ بی‌تی‌اس و همچنین اولین ترانهٔ کره‌ای‌زبان بود که با رتبهٔ ۲۱ در ۴۰ رتبهٔ اول جدول رسمی تک‌آهنگ‌های بریتانیا قرار گرفت. این ترانه در ایرلند شمارهٔ ۳۳ شد. عاشق خودت باش: پاسخ سومین آلبوم بی‌تی‌اس بود که جزو ۲۰ آلبوم برتر بریتانیا قرار گرفت و در جدول رسمی آلبوم‌های این کشور، پانزدهم شد. این اولین آلبوم گروه بود که در بریتانیا گواهی‌نامهٔ نقره دریافت کرد.
تاور رکوردز ژاپن اعلام کرد، این آلبوم سومین آلبوم با بیشترین واردات به ژاپن در سال ۲۰۱۸، پس از آلبوم‌های عشق چیست از توایس و عاشق خودت باش: اشک از بی‌تی‌اس بوده‌است.

## فهرست ترانه‌ها
برگرفته از اسپاتیفای، اپل میوزیک، ناور، آمازون میوزیک و اسکپ.
| سی‌دی ۱     | سی‌دی ۱                                                                  | سی‌دی ۱ | سی‌دی ۱                  | سی‌دی ۱  |
| شماره      | نام                                                                     | نویسنده(ها) | تهیه‌کننده(ها)           | مدت     |
| ---------- | ----------------------------------------------------------------------- | --- | ----------------------- | ------- |
| ۱.         | «سرخوشی» (تک‌خوانی جونگ کوک)                                             | جردن «دی‌جی سوئیول» یانگ کندیس نیکول سوسا ملانی جوی فونتانا «هیت‌من» بنگ سوپریم بوی ادورا آر ام                                          | جردن «دی‌جی سوئیول» یانگ | ۳:۴۹    |
| ۲.         | «حواشی 起: فقط برقص» (تک‌خوانی جی-هوپ)                                   | هیس نویز جی-هوپ | هیس نویز                | ۳:۴۵    |
| ۳.         | «سرندیپیتی» (نسخهٔ کامل) (تک‌خوانی جیمین)                                 | «هیت‌من» بنگ ری مایکل جان جونیور اسلو ربیت آراِم اشتون فاستر                                                                             | اسلو ربیت               | ۴:۳۷    |
| ۴.         | «دی‌ان‌ای»                                                                | «هیت‌من» بنگ پی‌داگ آراِم کاس شوگا سوپریم بوی                                                                                             | پی‌داگ                   | ۳:۴۳    |
| ۵.         | «چال گونه» (با صدای جین، جیمین، وی و جونگ‌کوک)                           | الیسون کاپلان آراِم متیو تیشلر | متیو تیشلر کرش کو       | ۳:۱۶    |
| ۶.         | «حواشی 承: عشق» (تک‌خوانی آر ام)                                         | اسلو ربیت آراِم هیس نویز | اسلو ربیت               | ۳:۴۶    |
| ۷.         | «او» (با صدای آراِم، شوگا و جی-هوپ)                                      | شوگا آراِم اسلو ربیت جی-هوپ | شوگا اسلو ربیت          | ۳:۴۹    |
| ۸.         | «تکینگی» (تک‌خوانی وی)                                                   | آراِم چارلی جی. پری | چارلی جی. پری           | ۳:۱۷    |
| ۹.         | «عشق دروغین»                                                            | «هیت‌من» بنگ پی‌داگ آراِم | پی‌داگ                   | ۴:۰۲    |
| ۱۰.        | «حقیقت ناگفته» (به‌همراه استیو آئوکی) (با صدای جین، جیمین، وی و جونگ‌کوک) | استیو آئوکی نوآ کنراد آراِم جیک توری انیکا ولز رولان اسپرکلی اسلو ربیت                                                                  | استیو آئوکی             | ۴:۰۲    |
| ۱۱.        | «حواشی 轉: الاکلنگ» (تک‌خوانی شوگا)                                      | اسلو ربیت شوگا | اسلو ربیت شوگا          | ۴:۰۶    |
| ۱۲.        | «اشک» (با صدای آراِم، شوگا و جی-هوپ)                                     | شین میونگ-سو داکس‌کیم شوگا آراِم جی-هوپ                                                                                                  | داکس‌کیم                 | ۴:۴۵    |
| ۱۳.        | «اپیفانی» (تک‌خوانی جین)                                                 | «هیت‌من» بنگ اسلو ربیت ادورا | اسلو ربیت               | ۴:۰۰    |
| ۱۴.        | «من خوبم»                                                               | ری مایکل جان لورن دایسون اشتون فاستر سامانتا هارپر شوگا آراِم جی-هوپ جونگ بابی یون گیتار جردن «دی‌جی سوئیول» یانگ کندیس نیکول سوسا پی‌داگ | پی‌داگ                   | ۴:۰۰    |
| ۱۵.        | «آیدل»                                                                  | «هیت‌من» بنگ رومن کمپولو پی‌داگ آراِم سوپریم بوی الی تمپوزی                                                                               | پی‌داگ                   | ۳:۴۳    |
| ۱۶.        | «پاسخ: عاشق خودم هستم»                                                  | پی‌داگ جونگ بابی جردن «دی‌جی سوئیول» یانگ کندیس نیکول سوسا آراِم شوگا جی-هوپ ری مایکل جان اشتون فاستر کانر مینارد                         | پی‌داگ                   | ۴:۱۱    |
| مجموع مدت: | مجموع مدت:                                                              | مجموع مدت: | مجموع مدت:              | ۱:۰۲:۵۱ |

| سی‌دی ۲     | سی‌دی ۲                                       | سی‌دی ۲                                                                                          | سی‌دی ۲                            | سی‌دی ۲ |
| شماره      | نام                                          | نویسنده(ها)                                                                                     | تهیه‌کننده(ها)                     | مدت    |
| ---------- | -------------------------------------------- | ----------------------------------------------------------------------------------------------- | --------------------------------- | ------ |
| ۱.         | «دکان جادو»                                  | جونگ‌کوک هیس نویز آراِم دی‌جی سوئیول کندیس نیکول سوسا شوگا جی-هوپ ادورا                            | جونگ‌کوک هیس نویز ادورا            | ۴:۳۶   |
| ۲.         | «بهترینِ من»                                  | اندرو تاگارت پی‌داگ ری مایکل جان جونیور اشتون فاستر سم کلمپنر آراِم «هیت‌من» بنگ شوگا جی-هوپ ادورا | اندرو تاگارت پی‌داگ                | ۳:۴۶   |
| ۳.         | «هواپیما قسمت ۲»                             | پی‌داگ آراِم الی تمپوزی لایزا اوونز رومن کمپولو «هیت‌من» بنگ شوگا جی-هوپ                           | پی‌داگ                             | ۳:۳۹   |
| ۴.         | «نگران نباش و برو»                           | پی‌داگ «هیت‌من» بنگ سوپریم بوی                                                                    | پی‌داگ                             | ۳:۵۵   |
| ۵.         | «آنپانمان»                                   | پی‌داگ سوپریم بوی «هیت‌من بنگ»                                                                    | پی‌داگ                             | ۳:۵۴   |
| ۶.         | «مایک دراپ»                                  | پی‌داگ سوپریم بوی «هیت‌من» بنگ جی-هوپ آراِم                                                        | پی‌داگ                             | ۳:۵۷   |
| ۷.         | «دی‌ان‌ای» (میکس پدال تو ال‌ای)                 | پی‌داگ «هیت‌من» بنگ کاس سوپریم بوی شوگا آراِم                                                      | «هیت‌من» بنگ داکس‌کیم خان اسلو ربیت | ۴:۰۷   |
| ۸.         | «عشق دروغین» (میکس راک)                      | پی‌داگ «هیت‌من» بنگ آراِم                                                                          | اسلو ربیت                         | ۳:۵۸   |
| ۹.         | «مایک دراپ» (ریمیکس استیو آئوکی) (نسخهٔ کامل) | پی‌داگ سوپریم بوی «هیت‌من» بنگ جی-هوپ آراِم                                                        | استیو آئوکی                       | ۵:۰۸   |
| مجموع مدت: | مجموع مدت:                                   | مجموع مدت:                                                                                      | مجموع مدت:                        | ۳۷:۰۰  |

| قطعهٔ دیجیتال ویژه | قطعهٔ دیجیتال ویژه           | قطعهٔ دیجیتال ویژه                                                     | قطعهٔ دیجیتال ویژه | قطعهٔ دیجیتال ویژه |
| شماره             | نام                         | نویسنده(ها)                                                           | تهیه‌کننده(ها)     | مدت               |
| ----------------- | --------------------------- | --------------------------------------------------------------------- | ----------------- | ----------------- |
| ۱۰.               | «آیدل» (به‌همراه نیکی میناژ) | «هیت‌من» بنگ رومن کمپولو پی‌داگ آراِم سوپریم بوی الی تمپوزی اونیکا ماراژ | پی‌داگ             | ۴:۲۰              |

## جداول
| جدول (۲۰–۲۰۱۸)                             | بالاترین موقعیت |
| ------------------------------------------ | --------------- |
| آلبوم‌های استرالیایی (ای‌آرآی‌ای)             | ۹               |
| آلبوم‌های اتریشی (آلبوم‌های او۳)             | ۱۴              |
| آلبوم‌های بلژیکی (اولتراتاپ فلاندرز)        | ۵               |
| آلبوم‌های بلژیکی (اولتراتاپ والونیا)        | ۲۴              |
| آلبوم‌های کانادایی (بیلبورد)                | ۱               |
| آلبوم‌های دانمارکی (هیت‌لیستن)               | ۸               |
| آلبوم‌های هلندی (جدول‌های هلند)              | ۵               |
| آلبوم‌های استونی (استی اکسپرس)              | ۲               |
| آلبوم‌های فنلاندی (جدول رسمی فنلاند)        | ۵               |
| آلبوم‌های فرانسوی (اس‌ان‌ئی‌پی)                | ۴۹              |
| آلبوم‌های آلمانی (۱۰۰ آلبوم برتر)           | ۲۳              |
| آلبوم‌های مجارستانی (ماهاز)                 | ۱۰              |
| آلبوم‌های ایرلندی (آی‌آرام‌ای)                | ۱۵              |
| آلبوم‌های ایتالیایی (اف‌آی‌ام‌آی)              | ۱۸              |
| آلبوم‌های داغ ژاپن (بیلبورد)                | ۱               |
| آلبوم‌های ژاپنی (اوریکن)                    | ۱               |
| آلبوم‌های مکزیکی (امپروفون)                 | ۶               |
| آلبوم‌های نیوزیلندی (آرام‌ان‌زد)              | ۱۱              |
| آلبوم‌های نروژی (وی‌جی-لیستا)                | ۲۵              |
| آلبوم‌های لهستانی (زدپی‌ای‌وی)                | ۴۸              |
| آلبوم‌های اسکاتلندی (شرکت جدول‌های رسمی)     | ۱۴              |
| آلبوم‌های کرهٔ جنوبی (گائون)                 | ۱               |
| آلبوم‌های اسپانیایی (پرومیوزیکا)            | ۷               |
| آلبوم‌های سوئدی (برترین‌های سوئد)            | ۲۰              |
| آلبوم‌های سوئیسی (جدول موسیقی سوئیس)        | ۱۳              |
| آلبوم‌های بریتانیا (شرکت جدول‌های رسمی)      | ۱۴              |
| آلبوم‌های مستقل بریتانیا (اوسی‌سی)           | ۷               |
| بیلبورد ۲۰۰ ایالات متحده                   | ۱               |
| آلبوم‌های مستقل ایالات متحده (بیلبورد)      | ۱               |
| آلبوم‌های پرفروش ایالات متحده (بیلبورد)     | ۱               |
| آلبوم‌های موسیقی ملل ایالات متحده (بیلبورد) | ۱               |

| جدول (۲۰۱۸)                                | موقعیت |
| ------------------------------------------ | ------ |
| آلبوم‌های بلژیکی (آلتراتاپ فلاندرز)         | ۱۰۵    |
| آلبوم‌های هلندی (مگاچارتس)                  | ۷۰     |
| آلبوم‌های ژاپنی (اوریکن)                    | ۱۴     |
| آلبوم‌های مکزیکی (امپروفون)                 | ۶۹     |
| آلبوم‌های کرهٔ جنوبی (گائون)                 | ۱      |
| بیلبورد ۲۰۰ ایالات متحده                   | ۸۵     |
| آلبوم‌های مستقل ایالات متحده (بیلبورد)      | ۴      |
| آلبوم‌های پرفروش ایالات متحده (بازانگل)     | ۱۸     |
| آلبوم‌های موسیقی ملل ایالات متحده (بیلبورد) | ۲      |
| جدول (۲۰۱۹)                                | موقعیت |
| آلبوم‌های بلژیکی (آلتراتاپ فلاندرز)         | ۱۳۵    |
| آلبوم‌های فرانسوی (اس‌ان‌ئی‌پی)                | ۱۸۹    |
| آلبوم‌های مجارستانی - رتبه (ماهاز)          | ۲۰     |
| آلبوم‌های مجارستانی - فروش (ماهاز)          | ۴۵     |
| آلبوم‌های نیوزیلندی (آرام‌ان‌زد)              | ۵۰     |
| آلبوم‌های کرهٔ جنوبی (گائون)                 | ۱۴     |
| آلبوم‌های اسپانیایی (پرومیوزیکا)            | ۹۰     |
| بیلبورد ۲۰۰ ایالات متحده                   | ۱۱۸    |
| آلبوم‌های مستقل ایالات متحده (بیلبورد)      | ۴      |
| آلبوم‌های موسیقی ملل ایالات متحده (بیلبورد) | ۳      |

| جدول (۲۰۱۸)                                        | بالاترین موقعیت |
| -------------------------------------------------- | --------------- |
| کانادا (۱۰۰ آهنگ داغ کانادا)                       | ۷۵              |
| فروش ترانه‌های دیجیتال فنلاند (بیلبورد)             | ۴               |
| تک‌آهنگ‌های دانلودشدهٔ فرانسوی (اس‌ان‌ئی‌پی)             | ۴۵              |
| مجارستان (۴۰ تک‌آهنگ برتر)                          | ۶               |
| ژاپن ۱۰۰ آهنگ (بیلبورد ژاپن)                       | ۳۶              |
| تک‌آهنگ‌های داغ نیوزیلند (آرام‌ان‌زد)                  | ۱۲              |
| اسکاتلند (کمپانی جداول رسمی)                       | ۴۷              |
| سنگاپور (آرآی‌ای‌اس)                                 | ۲۸              |
| کرهٔ جنوبی(گائون)                                   | ۱۴              |
| کرهٔ جنوبی (۱۰۰ آهنگ داغ کی-پاپ)                    | ۳               |
| فروش ترانه‌های دیجیتال سوئد (بیلبورد)               | ۸               |
| دانلودهای بریتانیا (اوسی‌سی)                        | ۴۷              |
| تک‌آهنگ‌های مستقل بریتانیا (اوسی‌سی)                  | ۳               |
| فوران‌کننده زیر ۱۰۰ آهنگ داغ ایالات متحده (بیلبورد) | ۷               |
| ترانه‌های دیجیتال ملل ایالات متحده (بیلبورد)        | ۳               |

| جدول (۲۰۱۸)                                 | بالاترین موقعیت |
| ------------------------------------------- | --------------- |
| تک‌آهنگ‌های دانلودشدهٔ فرانسوی (اس‌ان‌ئی‌پی)      | ۶۹              |
| مجارستان (۴۰ تک‌آهنگ برتر)                   | ۱۵              |
| کرهٔ جنوبی (گائون)                           | ۲۴              |
| کرهٔ جنوبی (۱۰۰ آهنگ داغ کی-پاپ)             | ۴               |
| دانلودهای بریتانیا (اوسی‌سی)                 | ۶۰              |
| ترانه‌های دیجیتال ملل ایالات متحده (بیلبورد) | ۶               |

## گواهی‌نامه‌ها و فروش‌ها
| منطقه                   | گواهی‌نامه  | فروش      |
| ----------------------- | ---------- | --------- |
| ژاپن (آرآی‌ای‌جی)         | طلا        | ۱۰۰٬۰۰۰   |
| نیوزیلند (آرام‌ان‌زد)     | طلا        | ۷٬۵۰۰     |
| کرهٔ جنوبی (کی‌ام‌سی‌ای)    | ۲ × میلیون | ۲٬۰۰۰٬۰۰۰ |
| بریتانیا (بی‌پی‌آی)       | طلا        | ۱۰۰٬۰۰۰   |
| ایالات متحده (آرآی‌ای‌ای) | پلاتین     | ۱٬۰۰۰٬۰۰۰ |

| منطقه         | فروش خالص |
| ------------- | --------- |
| چین           | ۳۴۹٬۵۶۱   |
| ژاپن (اوریکن) | ۲۳۶٬۳۷۵   |
| کرهٔ جنوبی     | ۲٬۵۶۱٬۳۷۸ |
| ایالات متحده  | ۱۹۹٬۸۶۵   |

## تاریخچهٔ انتشار
| کشور         | تاریخ       | قالب                       | ناشر                         |
| ------------ | ----------- | -------------------------- | ---------------------------- |
| کرهٔ جنوبی    | ۲۴ اوت ۲۰۱۸ | سی‌دی دانلود دیجیتال استریم | بیگ هیت آی‌ریور [ ۸۸ ]        |
| ژاپن         | ۲۴ اوت ۲۰۱۸ | سی‌دی دانلود دیجیتال استریم | بیگ هیت آی‌ریور ویرجین [ ۸۹ ] |
| ایالات متحده | ۲۴ اوت ۲۰۱۸ | سی‌دی دانلود دیجیتال استریم | بیگ هیت آی‌ریور کلمبیا [ ۹۰ ] |
| دیگر         | ۲۴ اوت ۲۰۱۸ | دانلود دیجیتال استریم      | بیگ هیت [ ۵ ]                |

## واژه‌نامه
1. ↑  Trivia 起: Just Dance
2. ↑  Dimple, 보조개; Bojogae
3. ↑  Trivia 承: Love
4. ↑  Her
5. ↑  The Truth Untold, 전하지 못한 진심; Jeonhaji mot-han jinsim
6. ↑  Trivia 轉: Seesaw
7. ↑  Tear
8. ↑  I'm Fine
9. ↑  Answer: Love Myself
10. ↑  Magic Shop
11. ↑  Best of Me
12. ↑  고민보다 Go; Gominboda Go, Go Go
13. ↑  Anpanman